# The New Killing Fields
|  | Denne artikel er oprettet af botten PalnaBot ud fra en ekstern database. Den kan derfor have sproglige fejl eller mangler. Denne skabelon kan fjernes efter kontrol af indholdet. |

The New Killing Fields er en film instrueret af Knud Brix, Maximilian Westphal, Kristian Djurhuus.

## Handling
En film af Knud Brix, 24, journaliststuderende, Danmarks Journalisthøjskole Kristian Djurhuus, 25, fotojournalist, Danmarks Journalisthøjskole. Maximilian Westphal, 26, cand.merc.-studerende ved Handelshøjskolen i Århus. Beskrivelse The New Killing Fields Køer nedlagt med Kalaschnikow. Høns med håndgranater og grise med bazookaer. Bevæbnet med dollars og Khmer rouges gamle våben maler turister endnu en gang Cambodjas Killing Fields røde. Mere end 4.000 turister besøger hvert år de militære skydebaner uden for hovedstaden Phnom Penh. De affyrer de overskydende våben fra Pol Pots rædselsregime på skiver og husdyr som en del af en voksende underholdningsindustri. Det er i denne næsten surrealistiske virkelighed, at filmen tager sit udspring. Vi følger Matt Swarey, en ung amerikaner på rundrejse i Asien, som fristes til at nedlægge en ko og en kylling med et M60 maskingevær. Han er fascineret af våben og har aldrig haft mulighed for noget lignende i USA. Er det bestialsk dyremishandling og sygelig udlevelse af vesterlændinges våbenfantasier i et fattigt 3. verdensland? Historien indeholder en dualisme og kompleksitet, som første øjekast ikke afslører. De underbetalte soldater kan forsørge deres familier, og de våben, der tidligere tog menneskeliv, slagter nu dyr. Lederen af EUs våbenindsamlingsprogram, David de Beer, beretter om, hvordan Cambodjas udsultede hær er splittet mellem turisternes tiltrækkende penge og ønsket om at lægge den blodige fortid bag sig. Filmen visualiserer nogle af de moralske dilemmaer, som opstår, når overlegen købekraft invaderer et fattigt uland. Hvor går grænsen for, hvad man kan tillade sig som turist i en nation, hvor alt kan købes for penge?